# Chignik Lagoon
Chignik Lagoon (Nanwarnaq in alutiiq) è un CDP degli Stati Uniti d'America, situato nello Stato dell'Alaska e in particolare nel Borough di Lake and Peninsula.